# Escuela Preparatoria Margaret Long Wisdom
La Escuela Preparatoria Margaret Long Wisdom (Margaret Long Wisdom High School), anteriormente la Escuela Preparatoria Robert E. Lee (Robert E. Lee High School), es una escuela preparatoria en Houston, Texas. El Distrito Escolar Independiente de Houston (HISD por sus siglas en inglés) gestiona la escuela.
Muchos estudiantes de la Preparatoria Wisdom viven en el barrio de Gulfton. Fue nombrada en honor a la maestra Margaret Long "Tiny" Wisdom (nacida el 2 de octubre de 1922).

## Historia
En las décadas de 1960 y 1970, la mayoría de los estudiantes eran blancos anglos (no hispanos).En las primeras décadas, la Preparatoria Lamar era su escuela rival en competiciones atléticas. En los primeros años, el capítulo no. 186 Robert E. Lee de las United Daughters of the Confederacy (las Hijas Unidas de la Confederación) apoyó la preparatoria; el capítulo donó retratos de Lee, dio a la biblioteca libros relacionados con la guerra civil estadounidense, y le dio a la escuela una bandera rebelde. El símbolo de la preparatoria es el escudo de la familia Lee, que tiene una ardilla en la parte superior sosteniendo una nuez.
La demografía se cambiaron, y los estudiantes eran en su mayoría hispanos y de familias de bajos ingresos.
Stacey Childress, autora de Transforming Public Education: Cases in Education Entrepreneurship, afirmó que a mediados de la década de 1990 la preparatoria Lee "fue una de las escuelas más temidas de Houston" debido a que el barrio cercano tenía los índices de criminalidad juvenil más altos de Texas y uno de los más bajos niveles de fluidez en inglés en el alumnado. El libro Strong Families Strong Schools: Building Community Partnerships for Learning dice que, en 1990, la escuela tenía un problema de pandillas. La escuela estableció un comité de identificación de miembros de pandillas.
En 2000, la Escuela Preparatoria Westside se abrió, y la Preparatoria Lee perdió 1000 estudiantes; muchos de ellos eran blancos y de clase media.
En 2016, la mesa directiva de HISD cambió el nombre de la Preparatoria Lee a su nombre actual.
A partir de 2019, Michelle Wagner es la directora de la preparatoria.

## Demografía
A partir de 2010 el cuerpo estudiantil habló más de 40 idiomas, y el número de los estudiantes con inglés como segunda lengua (English language learners, ELL), más de 700, eran más alto que los de las preparatorias similares del área. A partir de 2010, 50% de los estudiantes de HISD que viven en la zona de asistencia de Lee (Wisdom) no asistieron a la preparatoria Lee.
A partir de 2017, 46% de los estudiantes eran inmigrantes recientes.

## Deportes

### Fútbol americano
El equipo de fútbol americano de la preparatoria a menudo llegó a los playoffs entre los 1960s y los 1980s, y muchos jugadores famosos y entrenadores famosos participaron en el programa. De los siete candidatos más recientes al Texas High School Football Hall of Fame al 24 de agosto de 2010, dos estaban involucrados con la preparatoria. Joe Clemens, un famoso entrenador de fútbol, entrenó en Lee en los 1960s. Peter Gardere, un ex-quarterback de la Universidad de Texas en Austin, jugó para Lee en los 1980s. La importancia del fútbol americano en Lee disminuyó cuando la demografía estudiantil cambió.
La apertura de la Escuela Preparatoria Westside redujo el número de jugadores en el equipo, y no quedaron suficientes estudiantes restantes interesados en fútbol americano. Fútbol americano no era popular en muchos países hispanos. El equipo fue abolido en 2003. El director, Steve Amstutz, afirmó que no recibió ninguna queja. Después 2003 el fútbol de la asociación se convirtió en el deporte principal de la preparatoria; convirtiéndose en el deporte de los juegos de regreso a casa (homecoming). En 2010, algunos exalumnos que visitaron la preparatoria expresaron sorpresa al enterarse de que ya no tenía fútbol americano. La escuela ya no tenía sus históricos trofeos de fútbol americano. En febrero de 2010 la administración escolar decidió restablecer el equipo de fútbol americano.

### Golf
El green principal de la preparatoria era el Sharpstown Golf Course, un curso de golf en el barrio Sharpstown, aproximadamente cuatro millas de distancia de la preparatoria.
El equipo de Golf de las niñas de la preparatoria se existía en los 1970s. El equipo se disolvió después de que la demografía de la preparatoria se cambió. Los equipos de golf para niños y niñas se restablecieron después de que el equipo de fútbol americano se disolvió. A partir de 2003, seis niños y cuatro niñas jugaron al golf para la preparatoria; una niña era blanca no-hispana. El director de la a preparatoria, Steve Amstutz, afirmó que el equipo de golf se estableció para enseñar a los estudiantes cómo a comprometerse con un objetivo y cómo a darles una actividad que les mantendría activos y asistiendo a la escuela.